# Добрин Ненов
Добрин Кирилов Ненов е бивш български футболист, нападател. Играе е за ПФК „Ботев“ (Пловдив) от 1960 до 1972 г. Има 286 мача и 78 гола в А група.

## Успехи
Шампион на България през 1967, вицешампион през 1963, бронзов медалист през 1961), носител на Купата на Съветската армия през 1962 и финалист през 1963 и 1964 г. Има 2 мача за А националния отбор. В евротурнирите има 12 мача и 1 гол (2 мача за КЕШ, 6 мача за КНК и 4 мача с 1 гол за купата на УЕФА). Носител на Балканската клубна купа през 1972 г. През август 1965 г. вкарва 5 гола срещу Марек при победата с 9:0, с което е рекордьор за отбора по отбелязани голове в един мач в А група. На 18 септември 1968 г. бележи първия гол за победата с 3:1 срещу Реал (Сарагоса) в турнира за Купата на Панаирните градове (сега Купа на УЕФА). Треньор на Ботев (Пд) през 1975/76 и на АЕП (Пафос) (Кипър) през 70-те години.